# 奥尔戈尔
奥尔戈尔（挪威語：Ålgård）是挪威罗加兰郡耶斯達爾市镇的村庄及其行政中心。奥尔戈尔村位于欧洲E39公路沿线，桑内斯东南约10公里。奥尔戈尔村的邻里社区包括奥尔戈尔社区、贝尔兰社区、菲斯凯贝克社区、奥普斯塔德社区和索洛斯社区。奥尔戈尔村南侧有一个大湖，亦即埃德兰斯瓦特内特湖。这一湖水汇入向西北流入桑内斯的菲约河。